# شهرستان لارنس (جورجیا)
شهرستان لورنس، جورجیا (به انگلیسی: Laurens County, Georgia) یک سکونتگاه مسکونی در ایالات متحده آمریکا است که در جورجیا واقع شده‌است.